# Eparchia di Praga

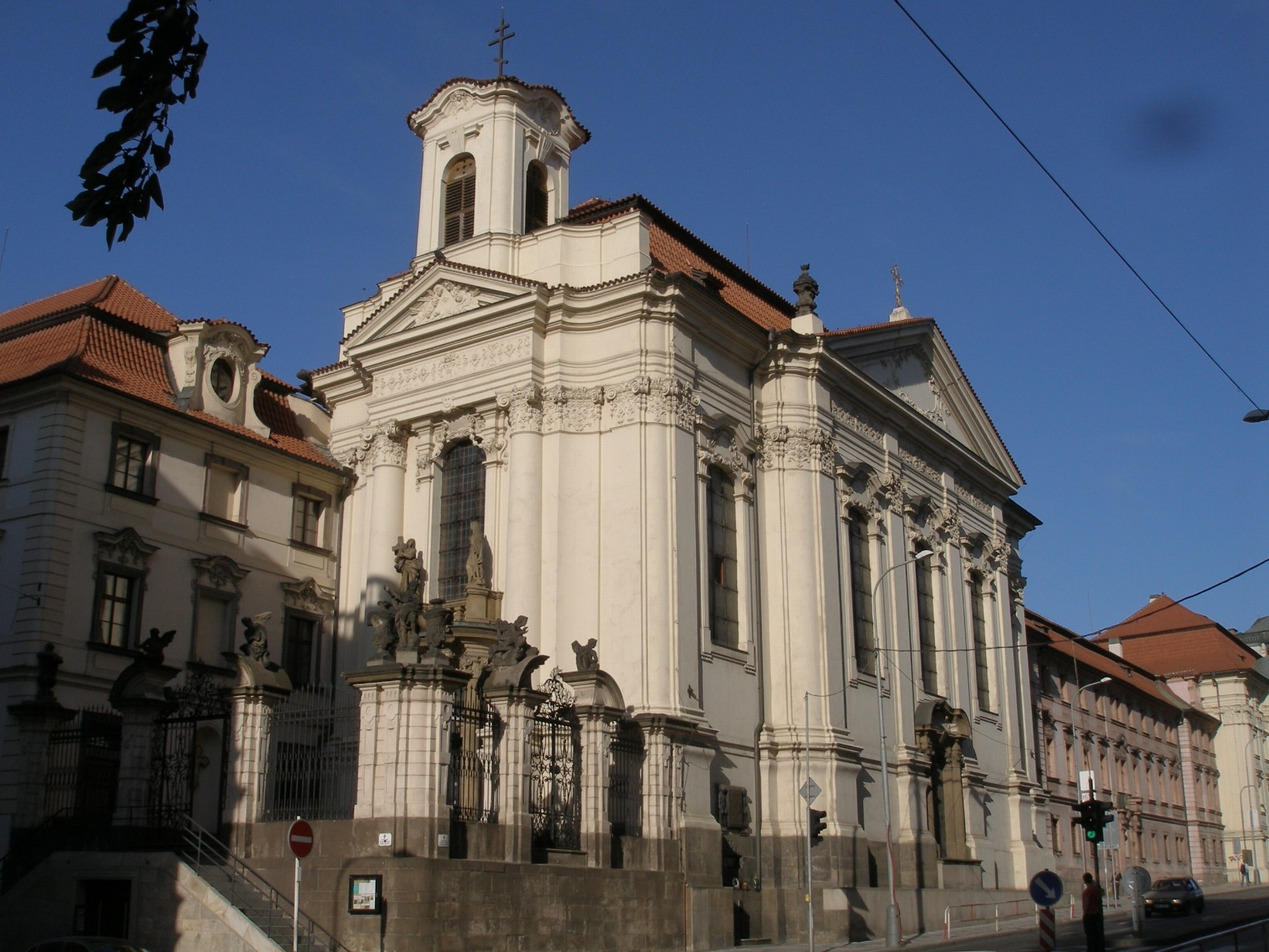
Cattedrale dei Santi Cirillo e Metodio a Praga

L'eparchia di Praga o eparchia di Praga e delle Terre Ceche (in russo: Пражская епархия) è stata eretta nella sua forma attuale nel 1949 dal sinodo della chiesa ortodossa russa, sotto la cui giurisdizione ricadeva allora il governo della chiesa ortodossa in Cecoslovacchia. La nuova eparchia riunisce le parrocchie ortodosse presenti nel territorio della Boemia, in Repubblica Ceca, ed ha sede a Praga, dove si trova la cattedrale dei Santi Cirillo e Metodio.

## Storia
L'eparchia di Praga succede all'eparchia ortodossa ceca, fondata nel 1929 sotto la giurisdizione della chiesa ortodossa serba. L'eparchia era composta dalla comunità ortodossa ceca, sorta dopo la prima guerra mondiale in seguito alla rimozione delle restrizioni alla pratica della religione ortodossa e al conseguente passaggio alla chiesa ortodossa di fedeli di rito greco-cattolico e dal 1924 distinta dalla chiesa cecoslovacca hussita, con cui era originariamente legata. Il capo della prima comunità ortodossa fu il vescovo Gorazd, consacrato il 25 settembre 1921 vescovo di Moravia e Slesia dal patriarca serbo Demetrio, assassinato dai nazisti nel 1942 e canonizzato dalla chiesa ortodossa ceca e slovacca il 24 agosto 1987.
Dopo la fine della seconda guerra mondiale l'eparchia è stato restaurato nel 1945. L'8 ottobre 1945 il Congresso tenutosi ad Olomouc ha sancito il passaggio dell'eparchia sotto la giurisdizione del Patriarcato di Mosca e nel 1946 l'eparchia è divenuta un esarcato nell'ambito della chiesa ortodossa russa.
Nel 1949 il Congresso tenutosi a Praga ha stabilito la divisione dell'esarcato in due eparchie: l'eparchia di Praga e l'eparchia di Olomouc e Brno.
Il 9 dicembre 1951 il patriarca di Mosca Alessio I proclamò l'autocefalia della chiesa ortodossa cecoslovacca, con a capo il metropolita di Praga, decisione riconosciuta dal Patriarcato ecumenico di Costantinopoli solo il 27 agosto 1998. Dal 1992 capo della chiesa può essere eletto sia l'arcivescovo di Praga che quello dell'eparchia di Prešov, con sede a Prešov, in Slovacchia.